# Pigüé
Pigüé és una ciutat de l'Argentina situada a la Pampa, a 584 quilómetres al sud-oest de la capital. La fundaren uns 165 immigrants occitans (oficialment francesos) de Roergue (Avairon) i un argentí d'origen irlandès el 4 de desembre 1884. La seva població és actualment de 13.822 habitants segons el cens del 2001. Pigüé es el centre administratiu del partido de Saavedra a la província de Buenos Aires.
La llengua occitana actualment ja no es parla, però els més vells coneixen alguns mots o cançons.